# アベシェ空港
アベシェ空港（アベシェくうこう、フランス語: Aéroport d'Abéché; アラビア語: مطار أبشي;  英語: Abéché Airport; (IATA: AEH, ICAO: FTTC)）は、チャドで4番目に大きな都市でワダイ州の州都であるアベシェの空港。

## 施設
空港は、標高が海抜 1,788フィート (545 m) の場所にある。滑走路は1本だけで、方向は 09/27、長さは 2,800メートル、幅は 30メートルで、アスファルト舗装されている。

## 就航航空会社と就航都市
旅客機の定期便を就航させている航空会社は以下の通り。
| 航空会社                 | 就航地                         |
| ------------------------ | ------------------------------ |
| チャディア・エアラインズ | ンジャメナ、ファヤ・ラルジョー |

## 事故
2006年6月11日、ンジャメナから飛来したチャド空軍所属のロッキード C-130（機体記号 TT-PAF）空港へのアプローチの途中で墜落した。5名の乗員は、全員が死亡した。